# Поместен събор на Руската православна църква (1917 – 1918)
Поместният събор на Православната руска църква (също: Всеруски поместен събор; официално наименование: Свещен събор на Православната руска църква) е първият от края на XVII век поместен събор на Православната руска църква, открит на 28 август 1917 г. в катедралата „Успение Богородично“ в Московския кремъл. 
Най-важното му решение е възстановяването на патриаршеството в Руската църква към 4 декември 1917 г., което слага край на синодалния период (1700–1917 г.) в историята ѝ, през който Църквата е била интегрирана в държавния апарат като „ведомство на православното вероизповедание“, а нейният клир е бил обособен като съсловие и натоварен с държавни задължения. Този период се нарича синодален, защото вместо патриарх начело на църквата е стоял лично императорът, представляван от Светейшия управляващ синод – един от върховните държавни органи на Руската империя наред с Управляващия сенат.
Съборът заседава повече от година, до 20 септември 1918 г.; работните заседания („съборни занятия“) се провеждат в Московския епархийски дом. Съборът съвпада с такива важни събития от руската история като Първата световна война, въоръжения метеж на върховния главнокомандващ Руската армия Лавър Корнилов с цел установяване на военна диктатура и възпиране на болшевиките, провъзгласяването на републиката в Русия на 14 септември 1917 г., падането на Временното руско правителство и Октомврийската революция, разгонването на Всеруското учредително събрание (временен представителен орган на Русия, избран през ноември 1917 г. и свикан през януари 1918 г., за да определи държавното устройство на Русия след революцията), публикуването на „Декрета за отделянето на църквата от държавата и училищата от църквата“ на 5 февруари 1918 г. и началото на Гражданската война в Русия (1917–1922 г.). 
Съборът прави изявления в отговор на някои от тези събития. Болшевиките, чиито действия и законодателни действия са пряко осъждани от Събора (или лично от Патриарха), не създават преки препятствия за провеждането на заседанията на Събора.
Съборът, чиято подготовка е в ход още от началото на 1900-те г., се открива в период на господство на антимонархическите настроения в обществото и Църквата. Съборът включва 564 членове, включително 265 от йерархията и духовенството, 299 от миряните. Присъстват също главата на Временното правителство Александър Керенски, министърът на вътрешните работи Николай Авксентьев, представители на пресата и дипломатическия корпус.

## Подготовка на Събора
През 1901–1903 г. в Санкт Петербург се провеждат „религиозно- философски събрания“ на представители на интелигенцията и духовенството под председателството на Ямбургския епископ Сергий Страгородски. Там окончателно узрява идеята за необходимостта от свикване на Поместен събор и реорганизация на висшето църковно управление. 
През 1906 г., съгласно определение на Светия Синод № 127 от 14 януари, с Височайшия (императорски) указ от 16 януари е учредена Предсъборната комисия, чието закриване става на 15 декември 1906 г. От Предсъборната комисия са образувани седем отдела. През 1906-1907 г. биват напечатани четири тома „Журнали и протоколи” на Комисията.
Височайши указ от 28 февруари 1912 г. учредява „при Светия Синод постоянно, за напред до свикването на събора, предсъборно съвещание“, (в по-ограничен състав отколкото Комисията, за „всякакъв вид подготвителна работа за събора, който може да окаже необходимост“), за чийто председател е утвърден от императора на 1 март, по предложение на Синода. архиепископа на Финландия (тогава част от Руската империя) Сергий (Страгородски).

## Свикване на събора
На 29 април 1917 г. Светейшият управляващ синод на Руската православна църква одобрява проект на „обръщение към архипастирите и пастирите и всички верни чеда на Руската Православна Църква“, което гласи:
| „ | Отдавна вече в съзнанието на православните руски люде живее мисълта за необходимостта от свикване на Всеруски Поместен Събор за коренни изменения в порядъка на управлението на Руската Православна Църква и въобще за устройване на нашия църковен живот върху неизменните начала, дадени от Божествения Основател и Глава на Църквата в Свещеното Писание и в правилата на Светите Апостоли, Светите Вселенски и Поместни Събори и Светите Отци. Състоялият се в у нас държавен преврат, който коренно измени нашия обществен и държавен живот, осигури на Църквата възможността и правото на свободно самоорганизация. Заветната мечта на руските православни люде вече стана осъществима, и свикването на Поместен Събор във възможно най-близко време се оказа крайно необходимо (…). | “ |

На заседанието си на 5 юли 1917 г. Светейшият синод, следвайки доклада на Предсъборния съвет за времето и мястото на свикването на „Чрезвичайния Поместен Събор на Православната Всеруска Църква“, назначава откриването му „в деня на честното Успение на Пресвета Богородица на 15 август 1917 г. в богоспасяемия град Москва“.
Между 10–11 август 1917 г. Светейшият синод приема „Устав на Поместния Събор“, който, в частност, леко променя нормата на „Правилника“ относно членството в Събора: „Съборът се образува от Членове, определени чрез избори, чрез длъжности, и чрез покана на Светейшия Синод и на самия Събор“. „Уставът“ е приета в качеството му на „ръководно правило” – действал до приемането на устав на самият Събор; документът определя, че Поместният събор обладава пълната църковна власт за устройване на църковния живот „въз основа на Словото Божие, догмите, каноните и преданията на Църквата“.
На 11 август 1917 г. е публикувано постановление на Временното руско правителство относно правата на Свещения събор.
- Откриването на Поместния Събор през 1917 г. в Московския кремъл.
- Тълпи народ пред кремъла на днешния „Червен площад“
- пред кремъла
- пред кремъла
- пред кремъла
- пред кремъла
- „Червеният площад“ пред кремъла, днешно време
- Църквата „Успение Богородично“ в кремъла
- Църквата „Успение Богородично“
- Московският кремъл

- Московският епархийски дом и заседателната зала на Събора
- Московският епархийски дом, началото на XX век.
- Московският епархийски дом, 2015 г.
- Съборната палата (зала), 2015 г.
- Заседание в Съборната палата (зала), 1917–1918 г.
- Заседание в Съборната палата (зала), 1917–1918 г.
- Президиум на събор в Съборната палата (зала), 1917–1918 г.
- Обикновени членове на събор

## Състав, пълномощия и органи на Събора
Съгласно приетия от Предсъборния съвет на 4 юли 1917 г. „Правилник за свикването на Поместния събор на Православната всеруска църква в Москва на 15 август 1917 г.“, в състава на Събора влизат членове, които се определят чрез избори, или чрез тяхната длъжност, или чрез покана на Светейшия Синод и на самия Събор. Основата на Събора е формирана от епархийски делегации, които се състоят от управляващия архиерей, двама клирици и трима миряни. Единият от двамата клирици трябвало да бъде свещеник, а вторият можел да бъде с каквато и да е позиция – от четец до викарен епископ. Клириците и миряните са били избирани на специално епархийско събрание, чиито членове от своя страна са били избрани и изпращани там от техните енории в рамките на енорийски събрания. Епархийските делегации съставлявали основната маса от членовете на Събора.
За участие в занятията на Свещения събор са призовани по длъжност: членовете на Светейшия управляващ синод и Предсъборния съвет, всички епархийски архиерей (редовният епископат на Руската църква, а викарните архиереи – при покана), два протопресвитера — от катедралата „Успение Богородично“ в Московския кремъл и военното духовенство, наместниците на четири лаври (големи манастири), настоятелите на Соловецкият манастир, Валаамския манастир, Саровския манастир и Оптинския манастир; чрез избори получават членство също: от всяки епархия по двама клирика и по трима мирянина, представители на монашеството, единоверци (направление в старообрядството), духовните Академии, войници от армията, представители на Академията на науките, университетите, Държавния съвет и Държавната Дума. 
Изборите в епархиите, съгласно „Правилата“, разработени от Предсъборния съвет, били тристепенни: на 23 юли 1917 г. в енориите са избрани делегати, на 30 юли делегатите участват в събрания на епархийските окръзи и избират членове за епархийските избирателни събрания, на 8 август така сформираните епархийски избирателни събрания избират делегати за Поместния събор. 
Общо 567 члена са избрани или служебно командировани за участие в Събора: 84 архиерея, 135 презвитера, 9 дякона и 26 четеца от бялото духовенство, 18 монаха (архимандрити, игумени и йеромонаси) и 295 мирянина. Според друг източник, общият брой на членовете е 575. По този начин миряните съставляват по-голямата част от членовете на Събора, което е отражение на господстващите тогава стремежи за възстановяване на „съборността“в Руската църква. Въпреки това, уставът на Свещения събор предвиждал особена роля и пълномощия на епископата: въпроси от догматичен и каноничен характер, след тяхното разглеждане от Събора, подлежали на утвърждение от съвещанието на архиереите.
За свой почетен председател Съборът утвърждава най-възрастния йерарх на Руската църква – Киевския и Галицки митрополит Владимир (Богоявленский); за председател на Събора е избран Московският митрополит Тихон. Бил е образуван Съборен съвет; учредени са 22 отдела, които предварително са изготвяли доклади и проекти на „определения“ (резолюции), представяни на пленарни сесии.

## Ход на работата на Събора

### Първа сесия на Събора. Избиране на патриарх
Първата сесия на Събора, продължила от 15 август до 9 декември 1917 г., е посветена на въпроси по реорганизацията на висшето църковно управление: възстановяване на патриаршеството, избиране на патриарх, определяне на неговите права и задължения, учредяване на съборни органи за съвместно с патриарха управление на църковните дела, а също и обсъждане на правния статут на Православната църква в Русия.

Още от първото заседание на Събора възниква разгорещена дискусия относно възстановяването на патриаршеството (предварителното обсъждане на въпроса било в компетенцията на Отдела за висше църковно управление; председател на Отдела бил Астраханският епископ Митрофан (Краснополски)). Най-активни застъпници за възстановяването на патриаршеството, наред с епископ Митрофан, са Харковският архиепископ Антоний (Храповицки) и архимандрит (по-късно архиепископ) Иларион (Троицки). Противниците на патриаршеството изтъкват опасността то може да скове съборното начало в живота на Църквата и дори да доведе до абсолютизъм в Църквата; сред видните противници на възстановяването на патриаршеството са професорът от Киевската духовна академия Пьотър Кудрявцев, професор Александър Брилянтов, протойерей Николай Цветков, професор Иля Громогласов, княз Андрей Чагадаев (мирянин от Туркестанската епархия), професор Борис Титлинов от Петербургската духовна академия (бъдещият идеолог на разколническото движение „обновленството“). Професор Николай Кузнецов счита, че съществува реална опасност Светият синод, като изпълнителен орган на властта, действащ в междусъборния период, да се превърне в обикновен съвещателен орган към Патриарха, което също би било дерогация на правата на архиереите – членове на Синода. Той пише:
| „ | Създаването на духовен глава с особено звание ще го отдели още повече от обкръжаващото го общество, а широките пълномощия на патриарха в църковните дела, които, ползвайки се с положението си, той при желание може да увеличи, могат да способстват още за затвърдяване на идеята, че църковните дела са задължение само на духовенството, а освен това всичко това може да даде значителна опора на толкова пагобния (...) клерикализъм, който би бил възможен при съсредоточаване на църковното управление изключително в ръцете на духовенството. | “ |

На 11 октомври 1917 г. въпросът за патриаршеството е представен на пленарни заседания на Събора. До вечерта на 25 октомври в Москва вече се знае за победата на болшевиките в Петроград.

На 28 октомври 1917 г. дебатът е прекратен. В заключителните си думи Астраханският епископ Митрофан казва:
| „ | Въпросът за възстановяването на патриаршеството не трябва да се отлага: Русия гори, всичко загива. И бива ли сега точно дълго да се разсъждава, какво оръдие ни е нужно за събиране, за обединение на Русия? Когато идва война е нужен един вожд, без когото войнството попада в безразборица. | “ |

В същия ден е прието, а на 4 ноември и одобрено от епископското съвещание „Определение за общите положения за върховното управление на Православната Руска Църква“ (първото положение е прието в редакцията на проф. д-р Петър Кудрявцев):
| „ | 1. В Православната руска църква върховната власт – законодателна, административна, съдебна и контролираща – принадлежи на Поместния събор, периодически, в определени срокове свикван, в състав от епископи, клирици и миряни. 2. Възстановява се патриаршеството и Църковното управление се възглавява от Патриарха. 3. Патриархът се явява пръв сред равните на него епископи. 4. Патриархът, заедно с органите на църковното управление, е отговорен пред Събора. | “ |

Около 13:15 часа на същия 28 октомври Председателят митрополит Тихон обявява, че „е постъпило заявление с подписи на 79 Члена на Събора за незабавно, на следващото заседание, избиране чрез записка на трима кандидати за патриаршеския сан“.
На заседанието на 30 октомври въпросът за незабавно започване на избора на кандидати за патриарх е поставен за гласуване и получава 141 гласа „за“ и 121 „против“ (12 се въздържат). Разработена е двуетапна процедура за избор на патриарх: с тайно гласуване и посредством жребий: всеки член на Събора подава бележка с едно име; на основание подадените записки се съставя списък на кандидатите; след огласяване на списъка Съборът избра трима кандидати чрез подаване на записки с указването на три имена от указаните в списъка; имената на първите три кандидата, които общо са събрали абсолютното мнозинство гласове (т. е. поне 50 % плюс 1), били разполагани на Светия престол; изборът измежду тримата се решава чрез жребий. Въпреки възраженията на редица членове на Събора, било прието решение „този път патриархът да бъде избран измежду лицата със свещен сан“; веднага след това е прието предложението на проф. Павел Прокошев, което позволява гласуване за всяко лице, срещу което няма канонични пречки.
Въз основа на резултатите от преброяването на 257 записки са обявени имената на 25 кандидати, сред които: 
- предводителят на благородничеството на Московска губерния и императорски наместник при Светейшия синод и член на Държавния съвет – Александър Самарин (три гласа);
- протопрезвитер Георгий Шавелски (13 гласа) – малко след Руската революция от 1917 г. емигрира в България, където от 1926 г. е професор в Богословския факултет на Софийски университет, преминава под юрисдикцията на Българската екзархия, от 1927 г. е настоятел на храма „Св. Седмочисленици“ в София, учител по богословие и директор на Софийската руска гимназия.[37]
- Киевският и Галицки архиепископ Антоний (Храповицки) –получава най-много гласове (101), следван от Казанскияти Свияжск митрополит Кирил (Смирнов) и Московският и Коломенски митрополит Тихон (23).[38][39]

Шавелски се обръща с молба за оттегляне на кандидатурата си.
На заседание на 31 октомври са проведени избори за трима окончателни кандидати измежду първноначалните кандидатите в листата; от 309 подадени бележки архиепископ Антоний получава 159 гласа, архиепископът на Новгородска и Староруска епархия Арсений (Стадницки) – 148, митрополит Тихон – 125; така абсолютно мнозинство получава Антоний; обявяването на името му от председателя е посрещнато с възгласи „Аксиос!“ (от гръцки: Достоен!). На следващия тур на гласуването само Арсений получава абсолютно мнозинство (199 от 305). На третия тур Тихон получава абсолютно мнозинство (162 от 293 бележки; две са празни).
На заседание на 2 ноември Съборът изслуша спонтанни разкази на хора, които, водени от Тифлиския митрополит Платон (Рождественски), съставят послание от името на Събора към Московския военно-революционен комитет за преговори за прекратяване на кръвопролитията по улиците на Москва. Получено е предложение от тридесет членове (първият подписал е Волинският и Житомирски архиепископ Евлогий (Георгиевски)) „да се извърши днес кръстно шествие с целия Събор (...) около онзи район, където се извършва кръвопролитие“. Редица изказващи се призоват Събора да не прибързва с избирането на Патриарх (насрочено за 5 ноември); но планираната дата е приета на заседанието на 4 ноември.
На 18 ноември 1917 г. след литургия и молебен в храма „Христос Спасител“ в Москва старецът на смоленския Зосимовски манастир Алексий (Соловьов) тегли жребий пред Владимирската икона Божията Майка, пренесена от опустушената малко преди това Успенска катедрала в Московския кремъл; Киевският и Галицки митрополит Владимир (Богоявленски) обявява името на избрания за Патриарх: „митрополит Тихон“. По този начин бил избран кандидатът с най-малко гласове. На 4 декември същата година, на празника Въведение на Пресвета Богородица в храма, в Успенската катедрала на Московския кремъл се състои интронизацията на Тихон, Патриарх Московски и на цяла Русия.

В средата на ноември 1917 г. Съборът пристъпва към обсъждането на доклада „Относно правното положение на Руската Православна Църква“, представен от професора на Московския университет Сергей Булгаков и професора на Киевска духовна академия Фьодор Мишченко; на 15 декември проектът е приет на пленарно заседание на Събора. Документът гласи, наред с друго:
| „ | Свещеният Събор на Православната Руска Църква признава, че за обезпечаване на свободите и независимостта на Православната Църква в Русия при изменящия се държавен строй трябва от Държавата да бъдат приети следните основни положения: 1. Православната Руска Църква, съставлявайки част от единната Вселенска Христова Църква, заема в Руската Държава първенствуващо сред други изповедания публичноправно положение, подобаващо ѝ като най-велика светиня на огромного мнозинство от населението и като велика историческа сила, съзидавала Руската Държава. 2. Православната Църква в Русия е независима от държавната власт в учението на вярата и нравствеността, богослужението, вътрешноцърковната дисциплина и отношенията с други автокефални Църкви и, ръководейки се от своите догматични и канонични принципи, се ползва с правото на самоопределение и самоуправление по въпросите на църковното законодателство, управление и съд. 3. Постановленията и разпорежденията, издадени за себе си от Православната Църква в установения от нея порядък, от момента на обнародването им от църковната власт, както и актовете на църковното управление и съда, се признават от Държавата като имащи юридическа сила и значение, доколкото не нарушават държавните закони. 4. Държавните закони, касаещи Православната Църква, се издават не иначе, ами по съгласие с църковната власт. 5. Църковната йерархия и църковните разпоредби се признават от Държавата със силата и значението, които им придават църковните постановления. 6. Действията на органите на Православната Църква подлежат на наблюдение от държавната власт единствено по отношение на съответствието им с държавните закони в съдебно-административния и съдебен ред. 7. Главата на Руската Държава, Министърът на Изповеданията и Министърът на Народното Просвещение и техни Приближени трябва да бъдат православни.(...) (...) 14. Църковното венчание според православния обряд се признава за законна форма на сключване на брак. | “ |

Сергей Булгаков счита: „Законопроектът е разработен именно в съзнанието за това, което трябва да бъде, в съзнанието за нормалното и достойно положение на Църквата в Русия. Нашите искания са отправени към руския народ чрез главите на сегашната власт. Разбира се, може да дойде момент, когато Църквата трябва да анатемоса държавата. Но без съмнение този момент все още не е настъпил.

На 7 декември 1917 г. Съборът приема „Определение относно Свещения Синод и Висшия Църковен Съвет“, което установява дейността на висшите органи на църковната власт:
| „ | 1. Управлението на църковните дела принадлежи на Всеруския Патриарх заедно със Светия Синод и Висшия Църковен Съвет. 2. Патриархът, Светият Синод и Висшият Църковен Съвет са отговорни пред Всеруския Поместен Събор и му представят отчет за дейността си в междусъборния период. | “ |
Така висшата власт в Църквата е организирана посредством нейното разделение между три органа – по модела, който съществува от 1862 г. в Константинополската патриаршия в съответствие с разпоредбите на „Общия устав” (Γενικοὶ Κανονισμοί). В юрисдикцията на Светия Синод са включени въпроси от йерархическо-пастирско, вероучително, каноническо и богослужебно естество; в компетентността на Върховния църковен съвет влизат въпроси на църковно-обществения порядък: административни, икономически, училищно-просветни; особено важни въпроси, свързани със защитата на правата на Църквата, подготовката за предстоящ Събор и откриването на нови епархии подлежат на разглеждане съвместно със Свещения синод и Висшия църковен съвет. 

На 8 декември 1917 г. е прието „Определение за правата и задълженията на Негово Светейшество Патриарха Московски и на цяла Русия“, което гласи:
| „ | 1. Патриархът на Руската Църква е нейният Първойерарх и носи титлата „Светейши Патриарх Московски и на цяла Русия“. 2. Патриархът а) има попечителството над вътрешното и външното благосъстояние на Руската Църква, при необходими случаи предлага надлежни за това мероприятия на Свещения Синод или Висшия Църковен Съвет и се являва представител на Църквата пред държавната власт; б) свиква Църковни Събори съгласно положението за тях и председателства на Съборите; в) председателства Свещения Синод, Висшия Църковен Съвет и съвместното органи на двете учреждения; (...). | “ |
На 9 декември 1917 г. първата сесия на Събора завършва своята работа.

### Втора сесия на Събора
Втората сесия на Събора, проведена от 2 февруари до 20 април 1918 г. разглежда въпроси, отнасящи се до епархийското управление, енорийския живот и устройството на единоверските енории.
Политическата обстановка в страната извежда на преден план въпроси, различни от планираните, и най-вече отношението към действията на новата власт, които се отразяват върху положението и дейността на Православната Църква. Вниманието на членовете на Събора е привлечено от събитията в Петроград, където между 26 януари и 3 февруари 1918 г., по заповед на народната комисарка по общественото благоденствие (социални грижи) Александра Колонтай, червените моряци се опитат да „реквизират“ помещенията на Александро-Невската лавра (манастир), по време на който е убит протойерей Пьотр Скипетров; събитията предизвикат грандиозно кръстно шествие и „всенародна молитва“ за преследваната Църква. За събитията около Александро-Невската лавра епископ Прокопий (Титов) докладва на Събора; докладът става обект на обсъждане още в първия ден от втората сесия на Събора. Протойерей Николай Цветков оценява събитията в Петроград като „първия сблъсък със слугите на сатаната“.

На 1 февруари 1918 г., на своя рожден ден, патриарх Тихон издава Призив, с което анатемосва „безумниците“, които не са назовани конкретно и ясно, но са характеризирани по следния начин:
| „ | (...) гоненията срещу Христовата истина са предизвикани от явни и тайни врагове на тази истина, те се стремят да погубят делото Христово и вместо християнска любов навсякъде сеят семената на злобата, ненавистта и братоубийствената борба. | “ |

Призивът се обръща към вярващите с думите: „Заклинаме и всички вас, верни чеда на Православната Църква Христова, да не влизате в каквото и да било общение с такива изверги на човешкия род“. В посланието се призовава към защита на Църквата:
| „ | Враговете на църквата завземат властта над нея и нейното достояние със силата на смъртоносни оръжия, а вие им противопоставете силата на вярата на вашия всенароден вик, който ще спре безумците и ще им покаже, че те нямат право да се наричат защитници на народното благо, строители на нов живот по повеля на народния разум, и че действат даже пряко против народната съвест. А ако е нужно да пострадате за Христовото дело, призоваваме ви, възлюбени чеда на църквата, призоваваме ви към тези страдания заедно с тези думите на Светия Апостол: „ Кой ще ни отлъчи от любовта Божия? Скръб ли е, или утеснение, или гонение, или глад, или голота, или беда, или меч?“([Рим. 8:35]). А вие, братя архипастири и пастири, без да се бавите нито час във вашето духовно дело, с пламенна ревност призовавайте вашите чеда към защита на потъпканите днес права на Православната църква, незабавно устройвайте духовни съюзи, призовавайте не по нужда, а с добра воля да застанат в редиците на духовните борци, които на външните сили ще се противопоставят със силата на святото си въодушевление, и ние твърдо се уповаваме, че враговете на църквата ще бъдат засрамени и разпиляни от силата на кръста Христов, и че обещанието на Самия Божествен Кръстоносец е неизменно: „ще съградя Моята църква; и портите на ада няма да я надвият.“ [Мат. 16:18]. | “ |
На 4 февруари 1918 г. Съборът обсъжда „Призива“ на Патриарха и приема решение с неговото одобрение и с призив и към Църквата „да се обедини сега около Патриарха, за да не се даде нашата вяра да се поругава“.
На 5 февруари 1918 г. е издаден одобреният на 2 февруари 1918 г. от Съвета на народните комисари „Декрета за отделянето на църквата от държавата и училищата от църквата“, който провъзгласява свобода на съвестта в Руската република, забранява каквито и да било „преимущества или привилегии на основание вероизповедната принадлежност на гражданите“, обявява за „народно достояние“ (т. 13) имуществото на религиозните общества, лишава ги от правата на юридическо лице и възможността да преподават вероучение в общеобразователните учреждения, включително и в частните.

На 7 февруари 1918 г. Свещеният Собор издава „Съборно постановление по повод декрета на съвета на народните комисари за отделянето на Църквата от държавата“:
| „ | 1. Издаденият от съвета на народните комисари декрет относно отделянето на Църквата от държавата представлява сам по себе си, във вид на закон за свобода на съвестта, злостно покушение над целия строй на живота на православната Църква и акт на открито срещу нея гонение. 2. Всяко участие както в изданието на това враждебно спрямо Църквата законодателство, така и в опитите за прилагането му на практика е несъвместимо с принадлежността към православната Църква и ще навлече на виновните наказание в размер до отлъчване от Църквата (следвайки 73-то правило на светите апостоли и 13-то правило на VII Вселенски Събор). | “ |
Освен това, на 9 февруари 1918 г. Съборът издава „Призив на свещения Събор към православния народ по повод декрета на народните комисари относно свободата на съвестта“, който гласи:
| „ | Православни християни! От векове нечувано се твори у нас в Святата Рус. Хора, идвайки на власт и назовавайки се народни комисари, сами чужди на християнската, а някои от тях и на всякаква вяра, издадоха декрет (закон), назован „относно свободата на съвестта“, а всъщност установяващ пълно насилие над съвестта на вярващите.(...) | “ |
На 7 февруари 1918 г. е убит след завземането на Киев от большевиките митрополит Владимир Киевски, чиято гибел била възприета като акт на открито гонение на духовенството. В същия ден Съборът приема резолюция, с която на Патриарха е зададено да назове имената на три лица, които биха могли да станат патриаршески местоблюстители в случай на смъртта му преди изборите на нов патриарх; имената трябва да бъдат държани в тайна и да бъдат огласени в случай на невъзможност за Патриарха да изпълнява своите задължения.
В неделя, 25 март 1918 г. в катедралата „Христос Спасител“ в Москва след отслужването на литургия, съборът на архиереите, оглавяван от Патриарха и множество други духовници, включително членовето на Поместния Събор, „с изключителна тържественост бе извършен обред в седмицата на Православието “; по време на който „протодякон Розов, застана на възвишена катедра, разположена пред архиерейския амвон близо до солея, прочете изповеданието на вярата и провъзгласи „анатема“ на еретиците, богоотстъпниците, хулителите на светата вяра, а също и на „говорещите хули срещу святата вяра наша и възставащи срещу светите храмове и обители, посягайки на църковното достояние, укорявайки и убивайки свещениците Господни и ревнителите на вярата отеческа“.

„Определение на Свещения Събор на Православната Руска Църква за мероприятия, предизвикани от произхождащото гонение на Православната Църква“ от 18 април 1918 г. гласи:
| „ | 1. Да се установи в храмовете след Богослужение принасянето на особени прошения за гонените в днешно време за Православната Вяра и Църква и за свършилите своя живот изповедници и мъченици. 2. Да се извършат тържествени моления: а) възпоменателно за упокоение на починалите със светиите и б) благодарствено за спасението на останалите сред живите. (...) 3. Да се установи в цяла Русия ежегодно молитвено възпоменание на 25-я ден от януари, или на следващия след него неделен ден (през вечерта) на всички загинали в гоненията през сегашната люта година изповедници и мъченици. (...) | “ |
Свещеният Събор, освен това, разглежда въпроса за статута на единоверието (направление в старообрядството), съществуващо в Руската Църква от 1800 г.; приетото „Определение“ от 7 март 1918 г. гласи:
| „ | 1. Единоверците са чеда на Единната Света Съборна и Апостолска Църква, които, с благословението на Поместната Църква, при единството на вярата и управлението, извършват църковни обреди според Богослужебните книги, издадени при първите пет Руски Патриарси, – при строго съхранение на древноруския битов обичай. 2. Единоверските енории влизат в състава на православните епархии и се управляват, съгласно определение на Събора или съгласно наставление на управляващия Архиерей, от особени единоверски Епископи, зависими от епархийския архиерей. (...) | “ |
Приетият на 20 април 1918 г. Енорийски устав (заключителното, 129-то деяние на втората сесия на Събора) утвърждава определена степен на енорийска автономия; предвижда се и създаването на енорийски съюзи.
Втората сесия на Свещения Събор завършва на 20 април 1918 г.

### Трета сесия на Събора
В програмата на третата сесия, проведена от 2 юли до 20 септември 1918 г., е предвидено да се разработят съборни Определения относно дейността на висшите органи на църковното управление, относно Местоблюстителя на Патриаршеския Престол; относно манастирите и монашеството; относно привличане на жените към активно участие на различни поприща в църковното служение; относно защитата на църковните светини от кощунствено изземване и поругание.
На 17 юли 1918 г. е извършено убийството на бившия император Николай II и неговото семейството, във връзкос което в заседанието на Събора на 19 юли, след дебат, бил подложен на гласуване въпросът за отслужване на панихида за убития бивш император. От присъстващите на заседанието 143 члена на Събора против провеждане на възпоминателна служба гласуват 28 члена (около 20 %), а 3 се въздържат; Патриархът, съпровождан от общо пеене на членовете на Събора, отслужва заупокойна лития. Също така било направо разпореждане да се служат панихиди във всички църкви на Русия с възпоменание посредстом формулировката: „[за упокоението] на бившия Император Николай II“.
На 26 август 1918 г., въз основа на доклад на професора от Петроградския университет Борис Александрович Тураев, Съборът приема решение за възстановяването на честването на паметта на всички руски светци.

На 12 септември Съборът обсъжда и приема определението „Относно защита на църковните светини от кощунственно изземване и поругание“, което в частност гласи:
| „ | (...) 3. Никой от православните християни, под страх от църковно отлъчване, да не дръзва да участва в изземването на светите храмове, параклиси и свещените предмети, намиращи се в тях, от действителното обладание на Светата Църква. (...) | “ |
На 20 септември 1918 г. членовете на Събора се събират за последно заседание. Съборното Определение от 20 септември 1918 г. гласи:
| „ | 1. Да се позволи на Светейшия Патриарх да свика бъдещия редовен Събор през пролетта на 1921 г. на принципите, установени в доклада на Отдела за Висшето Църковно Управление за свикване на големи Събори през деветгодишен период. 2. Да се запазят на избраните от този Събор членове на Свещения Синод и на Висшия Църковен Съвет техни пълномощия до избирането на нов състав на тези учреждения от бъдещия Събор. | “ |
В същия ден в обръщение към събралите се патриарх Тихон обявява прекратяването на работата на Събора.

## Памет
На приземния етаж на Московския епархийски дом е бил устроен храм в чест на Светите отци на Поместния събор от 1917–1918 г., осветен на 19 февруари 2010 г. от патриарх Кирил Московски и на цяла Русия. През 2012 г. специалисти от Православния Свято-Тихоновски хуманитарен университет в Москва създават иконата „Отци на Поместния събор от 1917–1918 г.“.
Въз основа на решение на Свещения Синод на Руската православна църква от 27 декември 2016 г. (журнал № 104) е образуван „Организационен комитет за честването на 100-годишнината от откриването на Свещения Събор на Православната руска Църква и възстановяването на патриаршеството в Руската православна църква“ под председателството на Санкт Петербургския и Ладожски митрополит Варсонофий (Судаков). По време на заседания на 21 февруари, 15 март и 5 април 2017 г. организационният комитет определя план за юбилейни събития с 39 точки и отделен план за юбилейни събития в духовните учебни заведения със 178 точки. Плановете за мероприятията включват провеждането на конференции, лекции и изложби в Москва и други градове, редица научни и популярни издателски проекти, както и отразяване на юбилейните теми в средствата за масова информация. Централните тържества са предвидени за 28 август 2017 г. – 100-годишнината от откриването на Събора, 18 ноември 2017 г. – 100-годишнината от избирането на патриарх Тихон, и 4 декември 2017 г. – денят на неговата патриаршеска интронизация.
На 24 август 2017 г. патриарх Кирил издава послание по случай 100-годишнината от Поместния събор от 1917–1918 г. По неговите думи „влиянието на Събора ние в пълен размер чувстваме и днес, в нашия съвременен живот, и, както вече неведнъж беше отбелязано, много решения, прети от Архиерейския Събор през последните години, със своите корени стигат до размишленията и постановленията, формулирани в хода на Събора от 1917–1918 г.“.

### Събор на отците на Поместния събор на Руската църква от 1917–1918 г.
На 4 май 2017 г. Свещеният Синод на Руската православна църква включва в богослужебния месецослов съборната памет на „Отците на Поместния Събор на Руската Църква от 1917–1918 г.“. За техен ден на памет е определена датата 18 ноември – денят на избирането на светителя Тихон на Московския патриаршески престол.
С решение на Свещения Синод от 29 юли 2017 г. са одобрени тропарът, кондакът и величанието за Светите отци на Поместния Събор на Руската църква.

### Публикация на трудовете на Събора
През 1917–1918 г. Съборният съвет публикува около сто документа от деянията на Събора. Изданията са непълни, в тях не са включени много предварителни материали, свързани с подготовката и работата на заседанията на Събора.
До момента са публикувани: первый (2012), второй (2013), третий (2014), четвёртый (2015), пятый (2015), девятнадцатый (2016), шестой (2016), двенадцатый и четырнадцатый (2017), седьмой и восьмой (2019), шестнадцатый (2020), тринадцатый (2022) и двадцать пятый (2022) двадцать второй (2023), двадцать шестой (2024) тома.
От 1993 до 2000 г., с усилията на московския Новоспаски манастир са подготвени първите препечатки на протоколите и постановленията на Поместния събор от 1917–1918 г.
През 2000 г. „Дружеството на любителите на църковната история“ публикува тритомен „Преглед на деянията на Събора“.
През септември 2011 г. в Новоспаския манастир е създаден научно-редакционен съвет за научно-академично издаване на трудовете на Събора. Неговото първо заседание се състои на 14 октомври 2011 г. До момента са издадени: първи (2012 г.), втори (2013 г.), трети (2014 г.), четвърти (2015 г.), пети (2015 г.), деветнадесети (2016 г.), шести (2016 г.), дванадесети и четиринадесети (2017 г.), седми и осми (2019 г.), шестнадесети (2020 г.), тринадесети (2022 г.) и двадесет и пети (2022 г.), двадесет и втори (2023 г.), двадесет и шести (2024 г.) и двадесет и девети (2024 г.) том.

### Нумизматика
На 25 октомври 2018 г. „Банк России“ (централната банка на Русия) пуска в обращение възпоменателна сребърна монета с номинална стойност 100 рубли „100-годишнина от Всеруския Църковен Събор от 1917–1918 г. и възстановяването на Патриаршеството в Руската православна църква“.

## Външни връзки
- Светейши събор на Православната Руска църква (1917–1918 г.) – официален портал на проекта на Новоспаския ставропигиален манастир за издаването на документи на Събора, осъществен с благословията на Негово Светейшество Московския и на цяла Русия патриарх.